# 주식의 양도
주식의 양도는 사원의 지위인 주식을 법률행위(매매, 증여 등)에 의하여 이전하는 것(준물권계약)이다. 주식을 양도하면 모든 사원권이 이전한다. 그러나 양도인에게 이미 발생한 권리는 특약이 있는 경우에만 양수인에게 이전한다. 예를 들면, 특정결산기의 총회결의로 발생한 구체적 배당금지급청구권이나 이사회결의에 의하여 확정된(구체적) 신주인수권이 있다.
대한민국 상법은 원칙적으로 주식양도의 자유를 보장하되(상법 제335조 제1항), 일정한 경우에 예외적으로 주식양도를 제한하고 있다. 상법상 주식양도가 제한되는 경우로는 권리주의 양도제한(상법 제319조, 제425조), 주권발행전 주식양도(상법 제335조 제3항), 자기주식의 취득제한(상법 제341조), 자회사의 모회사주식의 취득제한(상법 제342조의2), 정관에 의한 주식양도 제한(s:대한민국 상법#상법 제335조 제1항)이 있다.

## 정관에 의한 양도의 제한
상법 제335조 제1항 단서에 의하면 '정관이 정하는 바에 따라 '이사회의 승인'을 얻어야만 주식의 양도가 가능하도록 주식의 양도를 제한할 수 있게 하고 있다. 이러한 제한 규정의 취지는 주식의 자유양도성을 원칙적으로 보장하면서도 비공개법인에서 경영진의 의사에 의하여 인적 구성상의 폐쇄성을 유지할 수 있는 길을 열어주는 데에 있다. 판례는 정관의 규정으로 주식의 양도를 제한하는 경우에도 "주식양도를 전면적으로 '금지'하는 규정을 둘 수는 없다'고 하고 있다. 이사회의 승인을 얻지 않은 주식의 양도는 회사에 대하여 효력이 없다.

## 계약에 의한 양도의 제한
판례는 정관에 의한 주식양도 제한 조항을 매우 엄격하게 해석하여, “회사와 주주들 사이에서, 혹은 주주들 사이에서 회사의 설립일로부터 5년 동안 주식의 전부 또는 일부를 다른 당사자 또는 제3자에게 매각ㆍ양도할 수 없다는 내용의 약정을 한 경우, 그 약정은 주식양도에 이사회의 승인을 얻도록 하는 등 그 양도를 제한하는 것이 아니라 설립 후 5년간 일체 주식의 양도를 금지하는 내용으로 이를 정관으로 규정하였다고 하더라도 주주의 투하자본회수의 가능성을 전면적으로 부정하는 것으로서 무효라는 이유로 정관으로 규정하여도 무효가 되는 내용을 나아가 회사와 주주들 사이에서, 혹은 주주들 사이에서 약정하였다고 하더라도 이 또한 무효”라고 한다. 이는 당해 계약조항의 채권적 효력까지도 인정하지 않은 것이다.

### 판례
- 주식양도·양수계약이 적법하게 해제되었다면 종전의 주식양수인은 주식회사의 주주로서의 지위를 상실하였으므로, 주식회사의 주권을 점유하고 있다고 하더라도, 주주로서의 권리를 행사할 수 있는 것은 아니다.[4]
- 주주명의를 신탁한 사람이 수탁자에 대하여 명의신탁계약을 해지하면 바로 주주의 권리가 명의신탁자에게 복귀하는 것이지 주식의 양도를 위하여 새로 법률행위를 하여야 하는 것은 아니다.[5]
- 주식의 양도는 이사회의 승인을 얻도록 규정되어 있는 회사의 정관에도 불구하고 이사회의 승인을 얻지 아니하고 주식을 양도한 경우에 그 주식의 양도는 회사에 대하여 효력이 없을 뿐, 주주 사이의 주식양도계약 자체가 무효라고 할 수는 없다.[6]
- 회사와 주주 또는 신주인수인과의 사이에서 회사가 장차 발행할 주권의 교부에 관하여 미리 주권보관증을 발행하여 이를 소지하는 사람의 청구에 따라 그 증서와 상환으로서만 교부하기로 하는 특약이 있는 주주 또는 신주인수인이나 그들의 청구권을 압류한 채권자라 할지라도 그 증서와의 상환없이는 회사에 대하여 주권의 교부를 그 증서의 적법한 소지인에게 대항할 수 없다.[7]
- 주권발행 전의 주식의 양도는 회사에 대한 관계에 있어서는 효력이 없고, 주권발행교부청구권은 주식과 일체로 되어 있어 이와 분리하여 양도할 수 없는 성질의 권리이므로 주권발행 전에 한 주식의 양도가 주권발행교부 청구권 이전의 효과를 생기게 하지 않는다. 따라서 주권발행전의 주식양수인은 직접 회사에 대하여 주권발행교부 청구를 할 수 없고, 양도인을 대위하여 청구하는 경우에도 주식의 귀속주체가 아닌 양수인 자신에게 그 주식을 표창하는 주권을 발행 교부해 달라는 청구를 할 수는 없다.[8]